# クレロデンドルム・クアドリロクラレ
クレロデンドルム・クアドリロクラレ（別名　カオウ、学名：Clerodendrum quadriloculare）はシソ科（旧クマツヅラ科）クサギ属の常緑低木。英名は多数の花が咲く様子が花火等に似ることに由来。

## 特徴
高さ1–4m。葉は長さ15–25cmの楕円形で対生する。葉の表面は暗緑色で、裏面は紫色を帯びる。斑入り品種もある。葉縁は全縁または波状鋸歯縁。頂生の集散花序に花を密生させる。花冠は白〜桃色で先端は5裂する。花筒の長さは5–8cm。開花期は冬〜春。雄しべは4本で長く、雌しべも長く、花冠から突き出る。

## 原産地
フィリピン、ニューギニア。

## 利用
沖縄では公園や民家へ植栽され、太平洋諸島では庭園樹として利用される。横に伸びた根から萌芽するほど繁殖力が強く、熱帯各地で野生化。

## ギャラリー
- 植栽
- 花
- 葉